# Връх
Вижте пояснителната страница за други значения на Връх.
Върхът е висока точка от земната повърхност в планина, откъдето теренът се понижава във всички посоки. Това е условно понятие – като върхове се определят връхни точки по усмотрение на хората. В по-добре познатите планини те са много повече. Следователно хиляди релефни форми, които съответстват на определението връх, нито са измервани, нито са наименовани.

## Определение
Според дефиницията на Международния съюз на алпийските асоциации самостоятелните върхове трябва да имат издаденост над 30 м, а възвишенията с издаденост над 300 м се разглеждат като отделни планини. На български език не се прави такова разделение. Според него пиринският връх Тодорка би бил планина, а трите връхни точки ще са неговите върхове.
На различните езици съществуват много думи, които означават връх – „мон“, „егюи“ (френски), „хорн“, „пиц“, „шпице“ (немски), „монте“, „пицо“, „чима“ (италиански), „пик“, „маунт“ (английски), „чал“, „тепе“ (турски). Те често се включват в названието на върховете:
- Монблан (Mont Blanc) означава „белият връх“.
- Матерхорн (Matterhorn) означава „върхът над долината Матертал“.
- Галхьопиген (Galdhøpiggen) означава „върхът на Гал“.
- Цугшпице (Zugspitze) означава „върхът на влака“.

В Пирин все още са се съхранили турски имена на някои върхове, които съдържат частицата „чал“ – Ченгелчал, Каймакчал и други.

## Височина
Върховете, също като планините, имат абсолютна и относителна височина. Абсолютната (или надморска) височина (на английски език: elevation) се измерва от морското равнище и дава възможност за сравнение между тях. Така се определя кои са най-високите върхове на планините, страните и в света. Относителната (или собствената) височина (на английски език: prominence) показва колко върхът се издига от най-ниската част на подножието си, тоест като самостоятелно възвишение. По този показател подреждането на върховете е съвсем различно. За връх Еверест цифрите са следните: надморска височина 8848 м, но относителна – само 3550 м. В науката съществува и понятието „изолираност на върха“. То показва колко е разстоянието до най-близкия по-висок или със сравнително същата височина връх. Колкото върхът има по-голяма изолираност, толкова по-широка е панорамата, която се открива от него.

## Форма
В зависимост от начина си на образуване и от допълнителните екзогенни влияния, които са претърпели, върховете могат да имат различна форма.
Куполовидни върхове (доми) – те са с плавни форми и върхът не е ясно изразен. Не са дооформени от ледници през последното заледяване, преобладаващо са покрити с трева, гора или сняг и не предлагат условия за алпинизъм. Характерни са за по-ниските, денудирали планини. Такъв е Ботев връх, Мичъл в Апалачите и други.
Пирамидални върхове (карлинги) – те са с остри форми, скалисти ръбове и отвесни стени, отлични за скално катерене и алпинизъм. Оформени са от екзарационната дейност на ледниците – край тях преобладават характерни форми на глациогенния релеф: циркуси, трогове, морени. Повечето върхове в Хималаите, Алпите (Матерхорн), Пирин и Рила (Мальовица, Муратов връх), Пиренеите, Скалистите планини са такива.
Игловидни върхове – това са малки и много остри върхове, почти невъзможни за изкачване. Срещат се много в масива Монблан в Алпите, където се наричат „егюи“, в Доломитовите Алпи, където се наричат „чима“. В Рила има подобни върхове на хребетите Трионите и Петлите.
Конусовидни върхове – те са с вулканичен произход и често представляват самостоятелни планини. Ако вулканите са активни, тези върхове могат да менят височината си в зависимост от това дали се издига или срутва кратерът. Много такива върхове има в Андите (Чимборасо, Котопакси), Италия (Етна, Везувий).
- Игловидни върхове – Гранд Жорас в Алпите
- Конусовиден връх – Везувий в Италия
- К2, Каракорум
- Връх Кук, Нова Зеландия
- Връх Пюи дьо Дом в Централния масив (Франция)